# Nationale parken in België
Nationale parken in België bestaan al sedert 1925. Tussen 2006 en 2023 was het Nationaal Park Hoge Kempen het enige nationale park in het Vlaamse Gewest. In 2022 werden twee nationale parken opgericht in het Waalse Gewest, in 2023 werden vier nationale parken (waaronder het al sinds 2006 bestaande Hoge Kempen) erkend in het Vlaams Gewest.

## Geschiedenis
Het concept van een nationaal park is in de Verenigde Staten van Amerika ontstaan. Een nationaal park kreeg in dat land de betekenis van een vrij groot, door de federale overheid beschermd en afgebakend gebied, bedoeld om recreanten te laten genieten van de wilde natuur, ook belangrijk voor de nationale identiteit. Het eerste park, Yellowstone National Park, dat in 1872 werd gesticht, werd een model voor andere parken binnen en buiten de VS. Wereldwijd volgden honderden parken het Amerikaanse initiatief; de eerste Europese parken werden in 1909 in Zweden gesticht.
Verschillende Belgen, zoals de dierkundige Jean-Marie Derscheid en de plantkundige Jean Massart, waren betrokken bij de internationale natuurbescherming, en de voorlopers van de IUCN. Hier troffen Amerikanen en Europeanen elkaar en bespraken de mogelijkheden om nationale parken te stichten. De eerste concrete daad van Belgische zijde was de stichting van een nationaal park in Belgisch Congo (1925) door koning Albert I van België en enkele andere nationale parken in Congo. Het betrof zeer grote nationale parken, die vooral voor wetenschappelijk onderzoek bedoeld waren. Het Nationaal Park Koning Albert was het eerste Afrikaanse nationale park en draagt na de koloniale tijd de naam Nationaal Park Virunga. In het moederland België zelf hebben na de Tweede Wereldoorlog enige tijd enkele gebieden de aanduiding nationaal park gehad. Twee zijn gesticht door de staat, Hoge Venen en De Westhoek. Vier andere zijn gesticht door de Vereniging Ardenne et Gaume, die ook het blad Parcs Nationaux uitgaf. Twee van deze gebieden waren niet groter dan 20 hectare: Furfooz en Poilvache. Daarnaast waren er Parc National Bohan-Membre (160 ha) en Parc National Lesse et Lomme (1953, 1000 ha). Beide parken worden ook tegenwoordig nog wel nationaal park genoemd.
Door de staatshervorming in 1980 werden verschillende bevoegdheden waaronder bos- en natuurbeheer overgedragen aan de deelstaten. Hierdoor bestaan er per definitie geen Belgische nationale parken meer.

## Nationale parken na 2000

### Nationale parken in Vlaanderen
In 2006 opende het Nationaal Park Hoge Kempen in de provincie Limburg. Maar het Grenspark De Zoom-Kalmthoutse Heide is sinds 2001 een grensoverschrijdend natuurgebied in de Nederlandse provincie Noord-Brabant en de provincie Antwerpen. Enkel in Nederland heeft het Grenspark de status van nationaal park. In 2019 kondigde de Vlaamse regering-Jambon aan om vier nieuwe nationale parken op te richten in Vlaanderen. In oktober 2023 werden uiteindelijk vier nationale parken gecreëerd: Nationaal Park Bosland, Nationaal Park Brabantse Wouden, Nationaal Park Hoge Kempen (al bestaand maar herbevestigd) en Nationaal Park Scheldevallei.
| Naam park                       | Provincie                  | Opgericht               | Foto                            |
| ------------------------------- | -------------------------- | ----------------------- | ------------------------------- |
| Nationaal Park Hoge Kempen      | Limburg                    | 2006, herbevestigd 2023 | Nationaal Park Hoge Kempen      |
| Nationaal Park Brabantse Wouden | Vlaams-Brabant             | 2023                    | Nationaal Park Brabantse Wouden |
| Nationaal Park Scheldevallei    | Antwerpen, Oost-Vlaanderen | 2023                    | Nationaal Park Scheldevallei    |
| Nationaal Park Bosland          | Limburg                    | 2023                    | Nationaal Park Bosland          |

### Nationale parken in Wallonië
In het Waals gewest werden in 2021 uit zeven kandidaten vier projecten gepreselecteerd (Vallei van de Semois, Hoge Venen, Woud van Anlier, Entre-Sambre-et-Meuse (gebied in Chimay, Couvin, Froidchapelle, Viroinval met het meer van Virelles, Fondry des Chiens e.a.)). In december 2022 ontstonden daaruit twee nationale parken: Nationaal Park L'Entre-Sambre-et-Meuse en Nationaal Park Vallée de la Semois.
| Naam park                              | Provincie         | Grootte (ha) | Opgericht | Uitgebreid | Kaart | Foto                                   |
| -------------------------------------- | ----------------- | ------------ | --------- | ---------- | ----- | -------------------------------------- |
| Nationaal Park L'Entre-Sambre-et-Meuse | Namen, Henegouwen | 22 129       | 2022      |            |       | Nationaal Park L'Entre-Sambre-et-Meuse |
| Nationaal Park Vallée de la Semois     | Namen, Luxemburg  | 29 000       | 2022      |            |       | Nationaal Park Vallée de la Semois     |